# أسامة الجويلي
أسامة عبد السلام محمد الجُويلي، قائد عسكري ليبي، شغل منصب وزير الدفاع في الحكومة الانتقالية التي يرأسها عبد الرحيم الكيب. قاتل مع الثوار خلال ثورة 17 فبراير ضد قوات القذافي. خلفه محمد البرغثي بعد استقالته من منصبه بعد سنة من تعيينه.
جاء تعيينه عقب أسر ثوار «كتيبة الزنتان» التي يقودها لسيف الإسلام القذافي.
كان الجويلي قبل أن ينضمّ إلى القوات المعادية للقذافي خلال انتفاضة 2011 مُدرّساً في الزنتان، وتدرّج في المناصب الميدانية حتى أصبح رئيس المجلس العسكري بالزنتان. ويقال أنّ عمّه كان نائب محافظ مصرف ليبيا المركزي في عهد معمر القذافي.

## حياته السياسية
قاد الزنتان في حرب المطار طرابلس سنه 2014 ضد حفتر والاخوان وحلفاه الي ان امر بالنسحاب من المطار بعد تدميره
عينه فائز السراج (رئيس حكومة طرابلس) وتم ترقيته إلى رتبة لواء وكلف بـ (امر المنطقة العسكرية الغربية)
يقود معركة تنطيف منطقة وورشفانه من المجرمين